# Сен-Жорж (Канталь)
Сен-Жорж (фр. Saint-Georges, окс. Sant Georges) — коммуна во Франции, находится в регионе Овернь. Департамент — Канталь. Входит в состав кантона Сен-Флур-Нор. Округ коммуны — Сен-Флур.
Код INSEE коммуны — 15188.
Коммуна расположена приблизительно в 430 км к югу от Парижа, в 85 км южнее Клермон-Феррана, в 55 км к востоку от Орийака.

## Население
Население коммуны на 2008 год составляло 1148 человек.
| 1962 | 1968 | 1975 | 1982 | 1990 | 1999 | 2008 |
| ---- | ---- | ---- | ---- | ---- | ---- | ---- |
| 762  | 774  | 893  | 1036 | 1039 | 939  | 1148 |

## Экономика

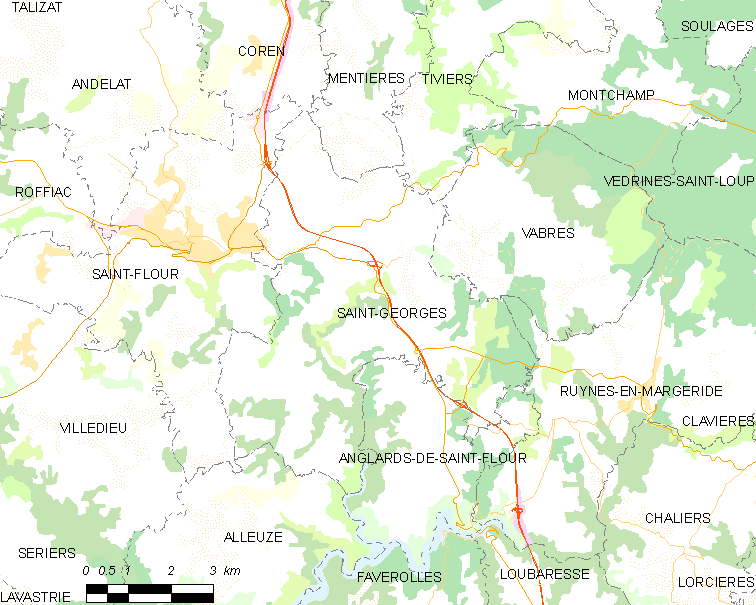
Карта коммуны

В 2007 году среди 749 человек в трудоспособном возрасте (15—64 лет) 539 были экономически активными, 210 — неактивными (показатель активности — 72,0 %, в 1999 году было 73,6 %). Из 539 активных работали 496 человек (267 мужчин и 229 женщин), безработных было 43 (15 мужчин и 28 женщин). Среди 210 неактивных 45 человек были учениками или студентами, 85 — пенсионерами, 80 были неактивными по другим причинам.

## Достопримечательности
- Курган Ла-Шо. Памятник истории с 2010 года[3]
- Дольмен Шос. Памятник истории с 1980 года[4]
- Замок Варийет (XV век). Памятник истории с 1982 года[5]